# Великуша (Ветлужский район)
 Великуша — деревня в Ветлужском районе Нижегородской области. Входит в состав сельского поселения Туранский сельсовет.

## География
Деревня находится в северо-восточной части Нижегородской области на расстоянии приблизительно 28 километров по прямой на северо-запад от районного центра города Ветлуга.

## Население
Постоянное население составляло 9 человек (русские 100 %) в 2002 году, 3 в 2010.